# Мора (Нью-Мексико)
Мора (англ. Mora) или Санта-Гертрудис-де-ло-де-Мора (англ. Santa Gertrudis de lo de Mora) — статистически обособленная местность в штате Нью-Мексико (США). Административный центр округа Мора. В 2010 году в местности проживали 656 человек.
Статистическая местность состоит из четырёх поселений: Мора, Кливленд, Харон и Холман.

## Географическое положение
Населённый пункт расположен на шоссе 518 между Лас-Вегасом и Таосом. По данным Бюро переписи населения США Мора имеет площадь 20,7 квадратных километров.

## История
Во время Мексикано-Американской войны около населённого пункта прошли два сражения в 1847 году, в результате которых американцы победили испанские и индейские группы. Округ Мора был создан в 1860 году. Местность Мора оставалась сельскохозяйственным районом, в ней было пять мельниц, форт Юнион.

## Население
По данным переписи 2010 года население Мора составляло 656 человек (из них 52,4 % мужчин и 47,6 % женщин), в городе было 278 домашних хозяйств и 168 семей. На местности было расположено 373 постройки со средней плотностью 18,0 построек на один квадратный километр суши. Расовый состав: белые — 69,4 %. 90,4 % имеют латиноамериканское происхождение.
Население города по возрастному диапазону по данным переписи 2010 года распределилось следующим образом: 22,7 % — жители младше 18 лет, 3,2 % — между 18 и 21 годами, 53,0 % — от 21 до 65 лет и 21,0 % — в возрасте 65 лет и старше. Средний возраст населения — 42,9 лет. На каждые 100 женщин в Море приходилось 110,3 мужчин, при этом на 100 совершеннолетних женщин приходилось уже 106,1 мужчин сопоставимого возраста.
Из 278 домашних хозяйств 60,4 % представляли собой семьи: 38,8 % совместно проживающих супружеских пар (11,2 % с детьми младше 18 лет); 12,6 % — женщины, проживающие без мужей и 9,0 % — мужчины, проживающие без жён. 39,6 % не имели семьи. В среднем домашнее хозяйство ведут 2,36 человека, а средний размер семьи — 3,00 человека. В одиночестве проживали 32,7 % населения, 15,9 % составляли одинокие пожилые люди (старше 65 лет).

## Экономика
В 2016 году из 815 человек старше 16 лет имели работу 308. В 2016 году медианный доход на семью оценивался в 26 143 $, на домашнее хозяйство — в 25 036 $. Доход на душу населения — 6759 $ в год. 11,0 % от всего числа семей в Море и 4,8 % от всей численности населения находилось на момент переписи за чертой бедности.